# Astochia determinatus
Astochia determinatus là một loài ruồi trong họ Asilidae. Astochia determinatus được Walker miêu tả năm 1860. Loài này phân bố ở miền Ấn Độ - Mã Lai.